# دانیل بیگلیه‌تی
دانیل بیگلیه‌تی (اسپانیایی: Daniel Viglietti‎؛ زادهٔ ۲۴ ژوئیهٔ ۱۹۳۹) یک موسیقی‌دان، خواننده، ترانه‌سرا، آهنگساز، نوازندهٔ گیتار و فعالِ سیاسی اهل اروگوئه است. وی از سال ۱۹۶۳ میلادی تاکنون مشغول فعالیت بوده‌است.
او یکی از چهره‌های شاخص موسیقی مردمی اروگوئه و همچنین ترانه‌سرایی نوین این کشور در دهه‌های ۶۰ و ۷۰ میلادی است.
دولت اروگوئه او را بواسطه فعالیت‌های سیاسی‌اش در سال ۱۹۷۲ میلادی به زندان افکند. چهره‌های برجسته‌ای همچون ژان-پل سارتر از او حمایت کرده و وی را مردی باوجدان، نوایِ صلح، دشمنِ فاشیسم و ستمگری گسترده در آمریکای جنوبی نامیدند.
شایعات موجود مبنی بر شکنجه او در آن دوران سبب شد تا دولت اروگوئه در برابر دوربین‌های تلویزیونی او را از زندان بیرون آورده و آزاد کردند و بویژه نشان دادند که «دستهای او» سالم هستند. بعدها دانیل بیگلیه‌تی اظهار داشت که رفتار مأموران با او، به مراتب بهتر از رفتارشان با سایر زندانیان بود.